# Most přes Čistou (Hostinné)
Obloukový silniční most přes potok Čistá se nachází v centru města Hostinné v okrese Trutnov. Od roku 2015 je zapsán jako technická kulturní památka České republiky. Mostu se také říká most přes Mydlici, neboť tak se potoku Čistá říkalo podle pěny, která na hladině plavala.

## Historie
Na místě současného mostu stál kamenný most. V červenci 1923 byl vyhotoven projekt na stavbu nového, železobetonového mostu. Projekt i stavbu zajišťovala ústecká pobočka vídeňské firmy N. Rella & Neffe.
V roce 2013 se v souvislosti se stavebními pracemi v Horkách u Staré Paky a ve Studenci most stal součástí objízdné trasy. Aby touto cestou mohla přejíždět i těžší vozidla, byl nad jeho mostovkou postaven 29. srpna 2013 provizorní ocelový most, který se však původní mostovky vůbec nedotýkal. Královéhradecký kraj uvažoval o odstranění mostu. O dva roky později byl však most prohlášen za technickou kulturní památku.
V roce 2020 byl most rekonstruován.

## Popis
Železobetonový obloukový most s kandelábry je dlouhý 16,5 metru. Je šikmý v úhlu 61°, kolmá světlost je 14,07 m a šikmá světlost 16,50 m. Hlavní nosná konstrukce je prostorovým systémem, tvořeným dvěma monolitickými železobetonovými oblouky. Šířka komunikace je 9 metrů a most tedy umožňuje průjezd jen jedním směrem.
Při stavbě mostu byl použit systém Emperger, systém kombinující litinu, beton a podélnou a příčnou betonářskou výztuž. Toto řešení se používalo většinou v horských oblastech kvůli zvýšeným průtokům vody na jaře.
Krytí vozovky je asfaltové. U vstupů na most jsou po stranách sloupy v kubizujícím stylu s plechovými osmibokými lucernami.